# 冒険者たち (1975年の映画)
『冒険者たち』は、1975年4月14日に公開された日本映画。あのねのね主演、臼井高瀨監督。冒険舎製作、カラー、95分。
1967年のフランス・イタリア合作『冒険者たち』と同名タイトルの別映画だが、1970年に広島宇品港で発生した瀬戸内シージャック事件をプロットに加えている。公開当時、人気を博したあのねのねの2022年までのところ、唯一の出演（主演）映画で、劇場での公開はされず、1975年4月14日から4月25日まで、東京半蔵門の東條會館ホールで上映された。以降は一度も上映されたことがないとされ、ビデオ、DVDも発売されたことはない。臼井高瀨監督は公開前の『シナリオ』で「東條會館ホールでの上映を皮切りに、全国上映ツアーに出る」と話しているが、詳細は不明。

## ストーリー
岡山県倉敷市。幼ななじみのケン（清水国明）とヒデ（原田伸郎）が再会した。ケンは少年院を出たばかりで、学校を専門とする泥棒。ヒデは父の遺した廃業映画館の屋根裏で酒を喰らう日々を送る。二人は高校生もぐり（小見山靖弘）と東京から来た女子学生ユミ（黒沢のり子）と知り合い、四人で宝探しをすることになった。目指す宝は幕末の志士が隠したもので、瀬戸内海の無人島近くの海底に埋められている筈だ。資金は県外への泥棒行脚で稼ぎ、四人の島での奇妙な共同生活が続く。しかしユミがモーターボートで遊びに来た三人組に強姦されたり、ケンらが復讐したりし、夏が去り、海が冷たくなった頃、警察の手が及んで来た。宝はまだ見つからない。四人は追い詰められ、停泊中の観光船を乗っ取った。

## スタッフ
- 監督：臼井高瀨
- 脚本：田辺泰志
- 企画：磯田啓二
- 製作：萩原正明
- 撮影：兼松凞太郎[4]
- 美術：下石坂成典
- 音楽：J・A・シーザー
- 録音：金子義男
- 照明：佐野武治
- 編集：浦岡敬一
- 助監督：小倉洋二・田辺隆史[4]

## キャスト
- ケン：清水国明
- ヒデ：原田伸郎
- もぐり：小見山靖弘
- ユミ：黒沢のり子
- ヒゲの哲人：石橋蓮司
- 娼婦：アン真理子
- くず鉄商：瓜生良介
- くず鉄商の妻：堤玲子
- もぐりの父観：観世栄夫
- 学生：安藤多紀
- 警官：常田富士男
- 刑事：大木正司
- プリンス号船長：山谷初男
- 老乞食：三谷昇
- ケンの父：長門勇

## 製作
監督の臼井高瀨は東京世田谷区出身で、父は文芸評論家・臼井吉見。慶応義塾大学工学部卒業後、新藤兼人らの主宰する近代映画協会を振り出しに、フリーの助監督として重宝され、以降、増村保造や寺山修司作品など、多くの映画に就き、本作を自主製作して監督デビューした。本作は唯一の映画監督作で、以降は企業のPR映画やテレビドラマの演出をした。脚本は『空、みたか?』の監督や『竜馬暗殺』の脚本（清水邦夫共作）などを務めた田辺泰志。 

### 企画
臼井監督は瀬戸内シージャック事件が起きた1970年5月に、新藤兼人監督『裸の十九才』の助監督に就き、主犯Xが狙撃された5月13日には永山則夫の実家・青森県北津軽郡板柳町でロケ中で、五能線板柳駅前のラーメン屋で生中継を観た。古ぼけたテレビに映し出された映像は、NHKのニュースというより、主犯Xの暗殺ドキュメンタリーのように思えた。劇映画『裸の十九才』では、到底いい表しえない生の迫力を感じた。主犯Xは何をしたかったのか? 何を言いたかったのか? これが本作の企画の出発点だった。これが1974年2月。同年7月に冒険社という制作会社を作った。 

### キャスティング
クランクインは1974年8月1日。あのねのねの出演シーンは、同年8月1日から16日まで休みなしの撮影で、岡山県倉敷沖の瀬戸内海近辺で主にロケが行われた。あのねのねは2人で1974年夏にアフリカに行く計画をしており、レギュラー出演していた『金曜10時!うわさのチャンネル!!』（日本テレビ）にも、所属事務所にも8月の一ヵ月間休暇を取る了解を得ていた。1974年5月に本作の出演交渉を受け、「瀬戸内海で宝探し」という企画内容を聞き、「そりゃアフリカよりタダで瀬戸内海に行けるなら」と出演を承諾した。「商業ベースには乗らない実験映画」と伝えられ、あのねのねを始め俳優・スタッフともノーギャラで参加した。あのねのねのファンやマスメディアの多くに休暇を公表してなかっため、急にテレビから消え、「ゴッドねえちゃん和田アキ子にいびられて逃げ出した」「ディレクターとケンカして降ろされた」などの説も出て、ファンや週刊誌などが騒いだ。

### 撮影
瀬戸内海ロケは、水もない島へ機材や食糧等を持ち込み、スタッフ総出で小屋等を作ったり、平均睡眠時間3時間で撮影に挑んだ。馴れない映画の撮影で清水国明が船の甲板に2メートル転落して失神した。口の悪いあのねのねはヒロイン・黒沢のり子について「ヒデキのやった『愛と誠』の早乙女愛を期待したら、もう20代後半やんか。ほんまに途中でやめようかと考えたけど、やっているうちに段々よく見えてきたよ」などと話した。臼井監督は「本当の若者にとって冒険とは何か?が映画のテーマです。私自身この作品の完成で青春と訣別します。あのねのねの独自性には、彼らのデビュー時から注目していまして、その真剣な仕事ぶりに現代そのものといっていい体当たりの魅力から、ぜひ主演をやってもらいたかった。しかし製作費は最低限度の2千万円で、出演者もスタッフもノーギャラ。総勢16人が共同方式で倉敷や瀬戸内海の離れ小島で生活しながら、早朝から深夜までロケを敢行しました。あのねのねはその意図に共鳴して、貴重な夏休みを半分さいてくれたんです」などと話した。文献により、脚本の田辺泰志が倉敷で女の子を調達し、あのねのねが島にいる間は、連日連夜、女子高生や女子大生が10人単位で入れ代わり立ち代わり島を訪れたと書かれているものがある。当時のあのねのねは初の書籍『あのねのね 今だから愛される本』（KKベストセラーズ)の売れ行きも好調で、1日で数千万円稼ぐこともあった。あのねのねは撮影終了後の1974年8月17日から8月30日まで夏休みを取り、清水は故郷・福井に帰郷、原田は京都に帰郷後、1人でヨーロッパ旅行に出かけ、8月30日に帰国した。	

## 配給
製作中から配給会社も決まらず、1974年10月末公開予定と臼井監督は話していたが、結局映画館での上映はならなかった。	